# پارک جین-جو
پارک جین-جو (کره‌ای: 박진주؛ زادهٔ ۲۴ دسامبر ۱۹۸۸) بازیگر اهل کره جنوبی است. او در مجموعه‌های تلویزیونی مانند حسادت آشکار (۲۰۱۶) و چیزی حدود ۱ درصد (۲۰۱۶) بازی کرده‌است.